# Else als Detektiv
Else als Detektiv hieß der 3. Teil der zwischen 1916 und 1921 entstandenen Else-Filmreihe mit der Theaterschauspielerin Else Eckersberg. Regisseur Louis Neher hat ihn 1917 nach einem Drehbuch von Margarete Lindau-Schulz realisiert. Produziert wurde er von Jules Greenbaum in Berlin.

## Handlung
„Es ist ganz eigentümlich, welche Anziehungskraft die Lektüre kriminalistischer Novellen auf Else ausübt. Mit wahrer Wollust versenkt sie sich in die blutrünstigsten Detektivgeschichten und da sie auch in der Schule sich damit befasst, wird sie rausgeschmissen. Nun muss sie ins Pensionat. Aber auch hier treibt sie ihr Unwesen weiter und als die Vorsteherin dahinter kommt, bekommt sie zur Strafe Arrest.
In derselben Nacht sieht sie sich im Traume selbst als Detektiv. Eben in dem Augenblick als sie den Täter festnehmen will wird sie wach und merkt zu ihrem Erstaunen, dass sie, noch halb im Schlafe, mit der Pensionsvorsteherin, die ihr das Frühstück brachte, einen Kampf begonnen hat, in der Meinung, den erwischten Mörder vor sich zu haben. Nun heißt es abermals raus.
Da sie sich nicht nachhause getraut, begibt sie sich zur Tante Aurelie, die über ihren Besuch wenig erfreut ist, da sie mit Glücksgütern nicht gesegnet ist.
Aber Else will sich ihren Unterhalt selbst verdienen. Sie lässt sich von einem Detektivbüro engagieren und nimmt allsogleich die Eruierung eines Mörders in die Hand. Als sie abends nachhause kommt, trifft sie den möblierten Herrn ihrer Tante, der als Verbrecher verkleidet eben im Begriffe ist, die Wohnung zu verlassen. Nun ist sie überzeugt, dem gesuchten Mörder auf der Spur zu sein. Eine Untersuchung seines Zimmers ergibt noch weitere Verdachtsmomente: sie findet unter anderem einen Zettel, auf dem genau der Überfall auf ein Opfer geschildert ist. Nun ist jeder Zweifel beseitigt. Der Mörder wohnt unter ihrem Dache, und was noch entsetzlicher ist, sie liebt ihn. Aber die Pflicht geht über alles. So wartet sie denn unter dem Bette versteckt auf seine Rückkehr. Inzwischen vertreibt sich der möblierte Herr die Zeit in lustigster Gesellschaft. In angeheitertem Zustande wirft er sich, auf seinem Zimmer angekommen, ins Bett und schläft sogleich ein.
Else ist es nun ein Leichtes, ihm im Schlafe die Fesseln anzulegen. Als er aufwacht, setzt er sich wohl anfangs zur Wehre, als er aber in dem Detektiv Else erkennt, lässt er sich, innerlich belustigt, von ihr ins Detektivbüro schleppen und erst hier rückt er mit der Erklärung heraus, dass er zwar nicht der gesuchte Mörder, wohl aber ein Räuber sei. In erster Linie ein Räuber, der von einer Filmfabrik bezahlt sei, und in zweiter Linie ein Herzensräuber, da er Elses Herz gestohlen hatte, was diese freudig zugibt, und so endet denn diese ganze lustige Geschichte, wie sich’s geziemt, mit einer Verlobung.“

## Produktionsnotizen
Die Produktion Nr. 1047 der Greenbaum-Film GmbH (Berlin) („Deutsche Bioskop“) des Julius Greenbaum lag im Februar 1917 der Zensurbehörde in einer Länge von 3 Akten vor. Die Polizei Berlin verbot sie unter der Prüfnummer 40338 für Jugendliche.
Else als Detektiv wurde am 9. März 1917 in Berlin im U.T. Kurfürstendamm uraufgeführt.
In Österreich, wo der Film von der Filmleihanstalt „Ifuk“ vertrieben wurde, befand die Prager Filmzensur im November 1917 ebenfalls: „Nicht zugelassen für Kinder und Jugendliche.“

## Rezeption
Der Film wird erwähnt in
- Nachtrag zum VDF No. 7
- Neue Kino-Rundschau No. 24, 1917
- Der Film No. 10, 1917

und ist registriert bei
- Birett, Verzeichnis in Deutschland gelaufener Filme. München 1980 (München) No. 234, 1917

## Aufführung
Der Film wurde z. B. in den „Rheinschloss Lichtspielen“ in Berlin-Schöneberg, Rheinstraße 60 vom 17.–19. Juli 1917 aufgeführt.